# Тинди
Тинди (тиндин. Идари) — село  в Цумадинском районе Дагестана.

## География
Село расположено у подножия горы Адалло-Шухгэль-меэр (по-тиндински «Кабала беса»), покрытой вечными ледниками, на правом берегу реки Килы, на труднодоступном Богосском горном массиве. Высота отдельных вершин горного массива — более 4 тыс. м над уровнем моря. Ледники и вечные снега покрывают несколько квадратных километров. Наиболее мощным ледниковым массивом является Беленги, площадь которого составляет 4 км², причём толщина ледника значительная — кое-где достигает 170 м.
Растительный и животный мир Богосса богат и разнообразен. Здесь встречаются реликтовая берёза Радде, редкое, исчезающее растение бодяк тиндинский. В гористых местностях и на скалах Адалло-Шухгэль-мэр обитает дагестанский тур, на скалистых участках — безоаровый козёл. Богосс — излюбленное место альпинистов и туристов.

## История

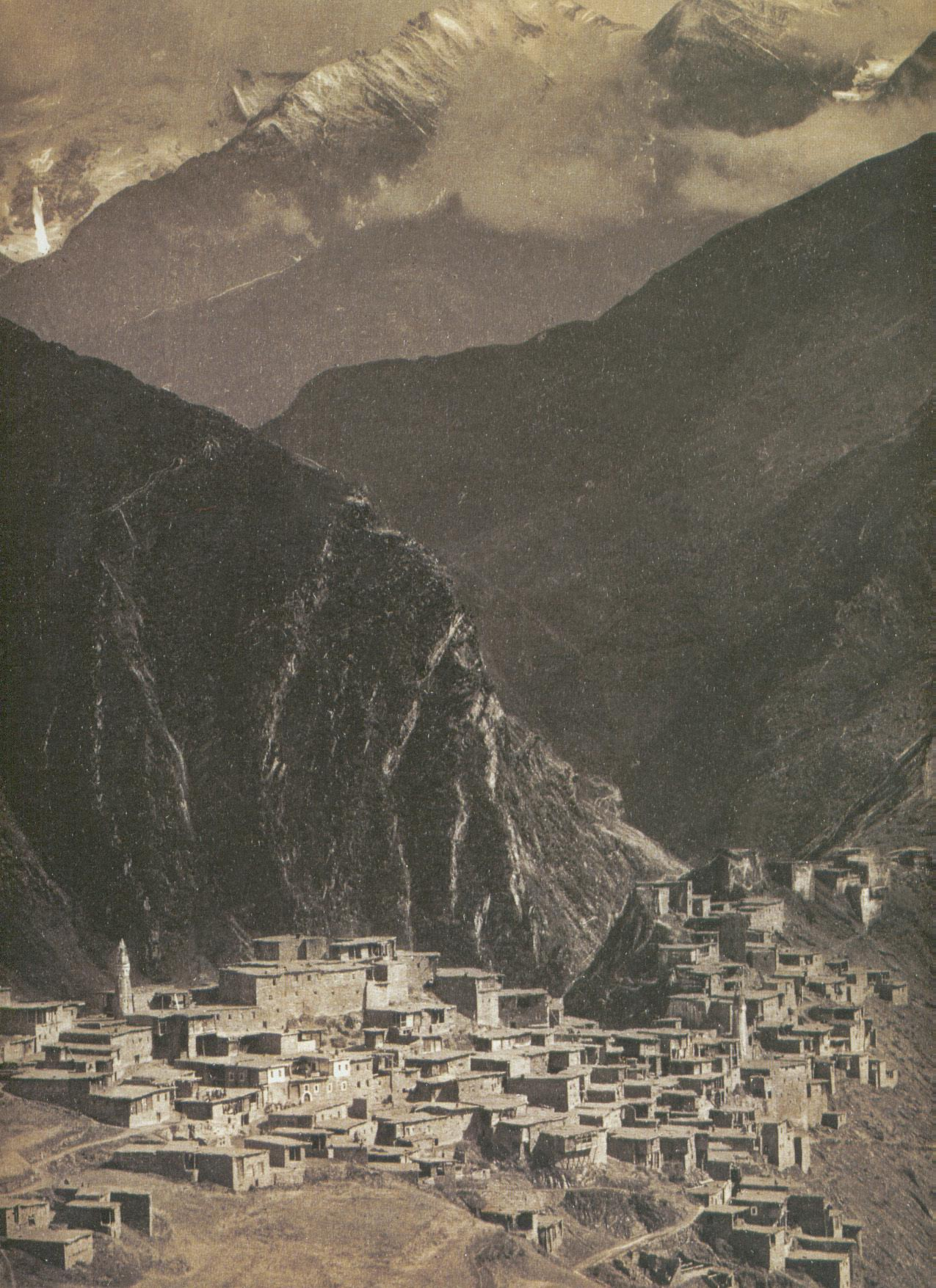
Аул Тинди, конец 1890-х гг. Фотография M. de Déchy.

История селения Тинди уходит в глубокую древность. Когда именно было основано поселение не установлено. Однако данные археологических раскопок свидетельствуют, что поселение было издавна обжито человеком.
Об этом свидетельствуют и остатки разрушенного поселения на горе Гъоблъи щебола, и многочисленные захоронения, найденные во время строительства нового квартала села. В этих захоронениях были найдены женские украшения 2 века, бронзовые статуэтки и многочисленные изображения крестов, подтверждающие, что в древности тиндинцы исповедовали языческую религию или были христианами.
Походы более сильных народов привели к вытеснению и переселению некоторых не желавших подчиняться групп населения из мест их первоначального обитания, что приводило к складыванию новых этносоциальных образований: селений, обществ, тухумов. Так и было образовано селение Тинди на горе Гъоблъи щебола. С восточной стороны здесь протекает река Тиндинка, с южной — река Кила. Село было естественным образом защищено со всех сторон от набегов соседей.
Рост имущественного и социального неравенства и жажда наживы ещё более стимулировали феодальных правителей к совершению набегов, грабежам соседних сел. Вот почему аулы строились на вершинах гор, на труднодоступных скалах, на крутых берегах рек — с целью создания естественных преград. Тиндинское общество было одним из крупных сельских поселений. Сами себя жители общества называли «идари» (руководители).
О происхождении названия села Тинди имеются интересные сведения старожилов. По их мнению, «Тӏинди» происходит от слов «тӏил чӏвай» («тӏил» — «палка», «чӏвай» — «поставить»). Приезжие охотники ставили палки на место ночлега в пещере вокруг горы Гъоблъи щебола, подвешивали на них своё снаряжение. Отсюда и произошло название «Тинди».
Другая легенда гласит, что древние люди научились готовить из ячменя или яровой пшеницы алкогольный напиток под названием «динди» с использованием хмеля, который растёт на берегу реки Килы. Отсюда и произошло название «Тинди».
Есть и третье предположение, которое, вероятно, ближе к истине.
Рассказывают, что в далёкие времена на дне ущелья была дорога, соединяющая Дагестан с Грузией. Путники, спускаясь в ущелье, говорили: «Идем на отдых на дно». По-аварски дно «тӏино» — Тӏинди.
Главной отраслью хозяйства тиндинцев было земледелие. Хотя земли не хватало, каждая семья имела свой клочок неудобной земли — «мульк». Горцы старались иметь клочок пашни, который традиционно символизировал определённое благополучие семьи. Отсюда и высокие цены на землю в горах.
Тиндинцы отмечали разнообразные праздники. Наиболее значимым был праздник Кьаба. Он знаменит ещё и потому, что в соседних обществах такого праздника не было. Может быть, он остался ещё со времён язычества или христианства.
Начинался праздник по истечении 40 дней от начала зимы, где-то 2-3 февраля (по сельскохозяйственному календарю тиндинцев зима длилась с 20 декабря по 20 марта). После зимней спячки природа с середины зимы начинает пробуждаться. Дни становятся теплее, длиннее, а ночи короче. Праздник готовили всем селом.
По старому обычаю заквашивался местный слабоалкогольный напиток — мед. В назначенный день все жители села приносили в общий котёл кто муку, кто мясо, кто сыр.
Женщины пекли хлеб, варили мясо, готовили угощение. После полудня с окраины села или из близлежащих хуторов надо было привести в село «Кьабалъа бахӏарай» — невесту Кьаба.
Невестой становилась несостоятельная, бедная женщина, обычно вдова. За невестой на конях отправляли мужчину и женщину.
Молодёжь преграждала путь свадебному каравану, требуя выкуп, то есть кувшин хлебного напитка, бутылку самогона или водки, хлеб и мясо.
Свадебный караван медленно продвигался к центру села. По пути молодёжь опять преграждала ему путь, требуя выкуп. Как только получали выкуп, освобождали дорогу и провожали процессию до центра села.
Там уже начиналось веселье: танцы, песни под барабан и зурну. При приближении невесты Кьаба к центру села её осыпали сладостями, мелкими монетами, символизировавшими успех и достаток в этом году, а дети собирали эти сладости и мелкие монеты. Затем всех кормили.
После угощения опять начиналось веселье, танцы и песни. Кто приглашал невесту Кьаба на танец, тот должен был класть на её голову деньги. Веселье продолжалось до глубокой ночи.
Наконец невесте Кьаба давали подарки: отрезы на платье, платки, обувь, деньги и так далее. На этом праздник заканчивался.
Этот праздник был массовым, в нём участвовали молодые и старые. Все это делалось очень торжественно. Вот таким был тиндинский праздник Кьаба, праздник пробуждения природы.
В селе расположена мечеть, действующая с XVI века.
Выходцем из аула Тинди является Аличул Мухаммад — один из доверенных лиц имама Шамиля.

## Население
| 1869  | 1888  | 1895  | 1926  | 1939  | 1970  | 1989  |
| ----- | ----- | ----- | ----- | ----- | ----- | ----- |
| 1299  | ↗1666 | ↗2050 | ↘386  | ↘370  | ↗1496 | ↘1298 |
| 2002  | 2003  | 2004  | 2007  | 2010  | 2021  |       |
| ↗2005 | ↘1996 | ↗2036 | ↗2274 | ↗2304 | ↗2711 |       |

Население села — тиндинцы.